# Les Mystères cachés à Paris
Les Mystères cachés à Paris (Secret Mysteries in Amsterdam en version originale) est un jeu vidéo d'objets cachés développé par Engine Software et sorti en 2012 sur Nintendo 3DS.
La version boîte du jeu a été exclusivement distribuée en Europe. Le titre du jeu, développé aux Pays-Bas, a été adapté aux différents pays où il a été distribué : Secret Mysteries in London au Royaume-Uni ou 1920: Spuren eines Mörders en Allemagne. Une version internationale est sortie sur le Nintendo eShop sous le titre Secret Mysteries in New York.

## Accueil
- Jeuxvideo.com : 11/20[1]
- Nintendo Life : 5/10[2]